# Egidio Mauri
Egidio Mauri (Montefiascone, 9 de dezembro de 1828 – Ferrara, 13 de março de 1896) foi um cardeal da Igreja Católica italiano, arcebispo de Ferrara.

## Biografia
Seu nome de batismo era Giovanni. Recebeu o sacramento da confirmação em 12 de outubro de 1834. Ia estudar direito, mas a morte de um irmão que era sacerdote o fez decidir entrar para o sacerdócio na Ordem dos Pregadores no Santuário della Quercia de Viterbo. Ele estudou teologia por três anos no convento de Santa Sabina, em Roma e completou sua formação no Santuário della Quercia.
Foi ordenado padre em 24 de setembro de 1853, em Viterbo. Logo após sua ordenação, foi nomeado mestre de noviços e leitor das Sagradas Escrituras. Em 1858, foi nomeado prior de Noto, Sicília e dois anos depois, de Santa Sabina, em Roma. Ele voltou para Della Quercia como leitor e obteve seu mestrado em teologia e foi nomeado prior de Düsseldorf. Eleito Vigário Geral da Ordem, na Basílica de San Marco, em Florença.
Eleito bispo de Rieti em 22 de dezembro de 1871 pelo Papa Pio IX, foi consagrado em 14 de janeiro de 1872, na Igreja de Santa Maria della Quercia por Filippo Maria Guidi, O.P., arcebispo-emérito de Bolonha, assistido por Luigi Serafini, bispo de Viterbo e Toscana e por Giuseppe Maria Bovieri, bispo de Montefiascone. Transferido para a Sé de Osimo e Cingoli, em 1 de junho de 1888, foi promovido a arcebispo metropolitano de Ferrara em 12 de junho de 1893.
Foi criado cardeal pelo Papa Leão XIII, no Consistório de 18 de maio de 1894, recebendo o barrete vermelho e o título de cardeal-presbítero de São Bartolomeu na Ilha Tiberina em 21 de maio do mesmo ano. No ano seguinte, em 2 de dezembro, passou para o título de Santa Maria sobre Minerva.
Faleceu em 13 de março de 1896, dois minutos depois da meia-noite, depois de uma longa batalha contra a diabetes complicada por um grave ataque de gripe, depois de ter recebido a extrema-unção na véspera, em Ferrara. Velado no palácio episcopal de Ferrara, foi sepultado, lacrado em três caixões, na capela do capítulo metropolitano no Cimitero della Certosa de Ferrara.